# Ambasciatore d'Italia nel Regno Unito

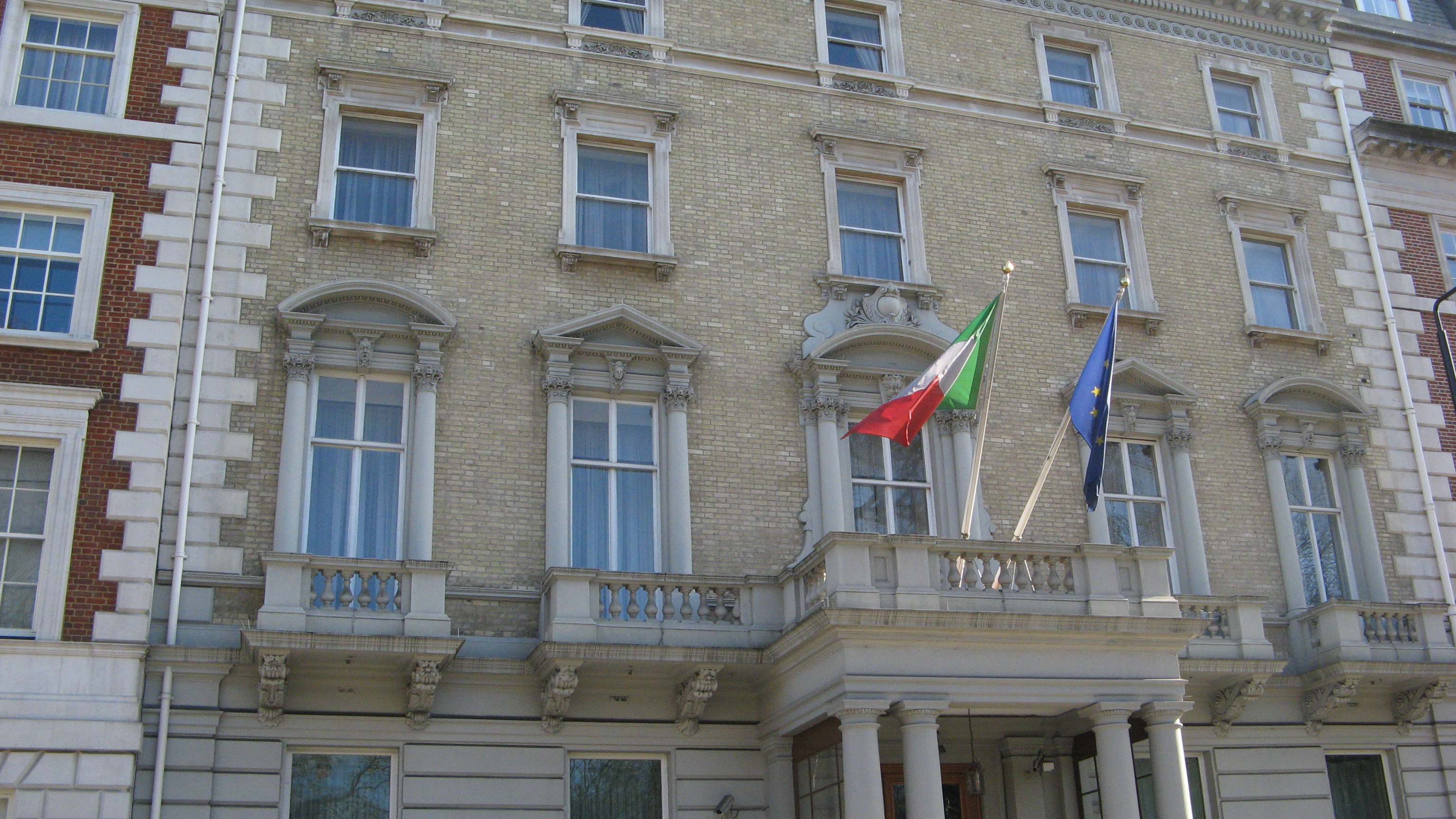
La sede dell'Ambasciata d'Italia nel Regno Unito, a Londra.

L'ambasciatore d'Italia nel Regno Unito (in inglese, Ambassadors of Italy to the United Kingdom; noto anche con la definizione "ambasciatore italiano presso la corte di San Giacomo", in inglese, Ambassadors of Italy to the Court of St. James's) è il capo della missione diplomatica della Repubblica Italiana nel Regno Unito di Gran Bretagna e Irlanda del Nord. Dal 7 ottobre 2022 l'ambasciatore d'Italia è  Inigo Lambertini.

## Lista degli ambasciatori
Quella che segue è una lista degli capi missione italiani nel Regno Unito.
| Nomina            | Titolo                            | Capo missione                         | Sede                              | Nominato dal governo                     | Accreditato da                    | Note                              |
| ----------------- | --------------------------------- | ------------------------------------- | --------------------------------- | ---------------------------------------- | --------------------------------- | --------------------------------- |
| 13 aprile 1859    | Inv. Str. e Min. Plenip. con L.C. | Vittorio Emanuele Taparelli d'Azeglio | Londra                            | Governo La Marmora I (Regno di Sardegna) | Edward Smith-Stanley              |                                   |
| 26 aprile 1869    | Inv. Str. e Min. Plenip. con L.C. | Carlo Cadorna                         | Londra                            | Governo Menabrea II                      | William Ewart Gladstone           |                                   |
| 10 marzo 1876     | Amb. Str. e Plenip. con L.C.      | Luigi Federico Menabrea               | Londra                            | Governo Minghetti II                     | Benjamin Disraeli                 |                                   |
| 24 dicembre 1882  | Amb. Str. e Plenip. con L.C.      | Costantino Nigra                      | Londra                            | Governo Depretis IV                      | William Ewart Gladstone           |                                   |
| 21 febbraio 1886  | Amb. Str. e Plenip. con L.C.      | Luigi Corti                           | Londra                            | Governo Depretis VII                     | William Ewart Gladstone           |                                   |
| 13 dicembre 1888  | Incaricato d'affari               | Tommaso Catalani                      | Londra                            | Governo Crispi I                         | Robert Gascoyne-Cecil             |                                   |
| 12 ottobre 1889   | Amb. Str. e Plenip. con L.C.      | Giuseppe Tornielli Brusati di Vergano | Londra                            | Governo Crispi II                        | Robert Gascoyne-Cecil             |                                   |
| 5 novembre 1894   | Incaricato d'affari               | Giulio Silvestrelli                   | Londra                            | Governo Crispi IV                        | Archibald Philip Primrose         |                                   |
| 3 febbraio 1895   | Amb. Str. e Plenip. con L.C.      | Annibale Ferrero                      | Londra                            | Governo Crispi IV                        | William Ewart Gladstone           |                                   |
| 4 settembre 1898  | Amb. Str. e Plenip. con L.C.      | Francesco De Renzis                   | Londra                            | Governo Pelloux I                        | Robert Gascoyne-Cecil             |                                   |
| 10 marzo 1901     | Amb. Str. e Plenip. con L.C.      | Alberto Pansa                         | Londra                            | Governo Zanardelli                       | Robert Gascoyne-Cecil             |                                   |
| 8 marzo 1906      | Amb. Str. e Plenip. con L.C.      | Tommaso Tittoni                       | Londra                            | Governo Sonnino I                        | Henry Campbell-Bannerman          |                                   |
| 8 agosto 1906     | Amb. Str. e Plenip. con L.C.      | Antonino Paternò di San Giuliano      | Londra                            | Governo Giolitti III                     | Henry Campbell-Bannerman          |                                   |
| 8 maggio 1910     | Amb.                              | Guglielmo Imperiali di Francavilla    | Londra                            | Governo Luzzatti                         | Herbert Henry Asquith             |                                   |
| 24 novembre 1920  | Amb.                              | Giacomo De Martino                    | Londra                            | Governo Giolitti V                       | David Lloyd George                |                                   |
| 19 novembre 1922  | Amb.                              | Pietro Tomasi Della Torretta          | Londra                            | Governo Mussolini                        | Andrew Bonar Law                  |                                   |
| 6 febbraio 1927   | Amb.                              | Antonio Chiaramonte Bordonaro         | Londra                            | Governo Mussolini                        | Stanley Baldwin                   |                                   |
| 28 luglio 1932    | Amb.                              | Dino Grandi                           | Londra                            | Governo Mussolini                        | Ramsay MacDonald                  |                                   |
| 22 settembre 1939 | Amb.                              | Giuseppe Bastianini                   | Londra                            | Governo Mussolini                        | Neville Chamberlain               |                                   |
| 1941 - 1944       | vacante (Seconda guerra mondiale) | vacante (Seconda guerra mondiale)     | vacante (Seconda guerra mondiale) | vacante (Seconda guerra mondiale)        | vacante (Seconda guerra mondiale) | vacante (Seconda guerra mondiale) |
| 17 novembre 1944  | Amb. con L.C.                     | Nicolò Carandini                      | Londra                            | Governo Bonomi II                        | Winston Churchill                 |                                   |
| 6 ottobre 1947    | Amb. con L.C.                     | Tommaso Gallarati Scotti              | Londra                            | Governo De Gasperi IV                    | Clement Attlee                    |                                   |
| 19 ottobre 1951   | Amb. con L.C.                     | Manlio Brosio                         | Londra                            | Governo De Gasperi VII                   | Clement Attlee                    |                                   |
| 18 novembre 1954  | Amb. con L.C.                     | Vittorio Zoppi                        | Londra                            | Governo Scelba                           | Winston Churchill                 |                                   |
| 1961              | Amb. con L.C.                     | Pietro Quaroni                        | Londra                            | Governo Fanfani III                      | Harold Macmillan                  |                                   |
| 1964              | Amb. con L.C.                     | Gastone Guidotti                      | Londra                            | Governo Moro I                           | Alec Douglas-Home                 |                                   |
| 1972              | Amb. con L.C.                     | Raimondo Manzini                      | Londra                            | Governo Andreotti II                     | Edward Heath                      |                                   |
| 1975              | Amb. con L.C.                     | Roberto Ducci                         | Londra                            | Governo Moro IV                          | Harold Wilson                     | Fino al 1979                      |
| 1985              | Amb. con L.C.                     | Bruno Bottai                          | Londra                            | Governo Craxi I                          | Margaret Thatcher                 | [ 6 ]                             |
| 1987              | Amb. con L.C.                     | Boris Biancheri                       | Londra                            | Governo Fanfani VI                       | Margaret Thatcher                 | [ 7 ]                             |
| 1991              | Amb. con L.C.                     | Giacomo Attolico                      | Londra                            | Governo Andreotti VII                    | John Major                        | Fino al 1995                      |
| 1995              | Amb. con L.C.                     | Paolo Galli                           | Londra                            | Governo D'Alema I                        | Tony Blair                        |                                   |
| 2005              | Amb. con L.C.                     | Giancarlo Aragona                     | Londra                            | Governo Berlusconi III                   | Tony Blair                        |                                   |
| 6 aprile 2010     | Amb. con L.C.                     | Alain Giorgio Maria Economides        | Londra                            | Governo Berlusconi IV                    | Gordon Brown                      | [ 8 ]                             |
| 1º maggio 2013    | Amb. con L.C.                     | Pasquale Terracciano                  | Londra                            | Governo Letta                            | David Cameron                     | [ 9 ]                             |
| 29 gennaio 2018   | Amb. con L.C.                     | Raffaele Trombetta                    | Londra                            | Governo Gentiloni                        | Theresa May                       |                                   |
| 7 ottobre 2022    | Amb. con L.C.                     | Inigo Lambertini                      | Londra                            | Governo Draghi                           | Liz Truss                         |                                   |